# 德羅希琴
德羅希琴（Drohiczyn）是位於波蘭波德拉謝省的一座歷史古鎮。有人口2,110人。